# Вальц, Готтлоб
Готтлоб Вальц (нем. Gottlob Walz; 29 июня 1881, Штутгарт — 1943, Штутгарт) — немецкий прыгун в воду, бронзовый призёр летних Олимпийских игр 1908 года.
Вальц стал чемпионом в прыжках с вышки на внеочередных Олимпийских играх 1906, но официально эта медаль ему не приписывается Международный олимпийским комитетом.
На Играх 1908 года Вальц участвовал только в прыжках с трамплина и занял в этом виде соревнований третье место.